# Tshuapa

Tshuapas läge i Kongo-Kinshasa.

Tshuapa är en provins i Kongo-Kinshasa, som bildades ur den tidigare provinsen Équateur enligt planer i konstitutionen 2006, genomförda 2015. Huvudstad är Boende och officiella språk swahili, kikongo och tshiluba. Provinsen har omkring 1,3 miljoner invånare.
Tshuapafloden rinner genom provinsen.
Provinsen delas administrativt in i territorierna Befale, Boende, Bokungu, Djolu, Ikela och Monkoto. 